# Comostola flavicincta
Comostola flavicincta là một loài bướm đêm trong họ Geometridae.